# 虹組キララ
虹組 キララ（にじぐみ キララ、1975年12月1日 - ）は、福岡県出身の日本のお笑い芸人、女優である。東村プロダクション所属。

## 概要
以前は「星太朗」、「星きらら」の芸名で活動。女優業は「キララ」という芸名で活動していた。また「虹組キララ」は、キララが演じるキャラクターの一つで、宝塚の男役風のキャラクターのことを指す。虹組キララと名付けたのは、『エンタの神様』プロデューサーの五味一男である。虹組キララはIKKANプロデュースの一つのキャラクターであったが、後に芸人業や女優業でも虹組キララの芸名を使用するようになった。
お笑いコンビ「アムール」では月影キララの芸名を使用しており、現在は虹組キララと月影キララの芸名を使い分けて活動している。
お笑い芸人集団『DB芸人』において、ビーデル役でも活動している。
近年ではメタバース芸人として『VRCお笑い道場』にも所属している。

## 人物
- 身長156cm[9]、体重48kg、バスト83cm、ウエスト62cm、ヒップ85cm[1]。
- 第一保育短期大学幼児教育学科卒業。幼稚園教諭免許・保育士免許・普通自動車免許の資格を所持。
- 特技：明晰夢・タロット占い・キャラクター作成
- 趣味：ロボット・VRChat・動物園巡り
- ナチュラルメイクの顔が印象的。
- 堀川りょうファンクラブに入会している。
- はじめて買ったCDがたまの「さよなら人類」。
- エンタの神様で、作・演出・プロデュースを手がけていたのは、オフィス★怪人社代表のIKKAN[9]である。
- ブログでは素顔も見せている。
- 声優養成所(日本ナレーション演技研究所)に通っていたことがある[1]。その時の同期に奈良徹がいる。成績も優秀で二年目以降は特待生に昇格、その勢いでアイムエンタープライズの準所属にもなったが当時はまだ設立して間もない頃で事務所にも仕事が少なく全く生活がままならない事に不安を感じ退所してしまった[10]。
- 現所属事務所の代表である東村アキコとは、2020年の時点で15-16年ほどの付き合い。同い年で同じ九州出身ということですぐに仲良くなったという[7]。
- 6年間お付き合いの合ったアムール・ロッキー（DB芸人・ウイス）と2016年2月に結婚。

## 略歴
- デビューは2002年。
- キラ・キララ（虹組キララ）としてのデビューは2007年9月。オフィス★怪人社ライブにて[9]。
- 『onna2（おんなおんな）』という女性コンビのメンバーとしても活動[11]、宝塚歌劇団の男役風のタカラジェンヌキャラはそこから発生したものである。他に、マネージャーの細井ちゃん子とのコンビ『虹組』、「虹組研究生」の高円寺モテコとのコンビ『虹組キララと研究生』でも活動、ピン芸人のナッキィとのコンビ『なつ組キラリ』でも活動したことがある。これらコンビのネタでも同様にお客さんに振って、「ツッコミが遅〜い！」とお客さんに突っ込むネタを行っている。
- 2008年6月、エンタの神様に虹組キララとして出演[12]。
- 2009年5月、お笑いコンビ『虹組キララと研究生』を結成[13]。
- 2012年10月、お笑いコンビ『虹組キララと研究生』を解散[14]。
- 2013年からは、男女コンビ『アムール』を組んで活動開始[2]。このコンビでは、『ガラスの仮面』の月影千草の様なキャラクターに扮してネタを行っている。

### キャラクター設定
- フランス・ヴェルサイユ近くの生まれ[9][注 1]。しかし、東京人と博多っ子のハーフとなっている。
- 東京へ来た目的は、日本でフランス革命を起こすため[注 2]。
- 好きな言葉は「フランス万歳」、好物は生ビール[9]。

## 芸風
- 『エンタの神様』ではバラジェンヌのキャラクターで演じている。一連の流れは下の通り。

1. 手にバラを持って登場。
2. バラを上げ「ボンジュ〜ル」と言う。
3. 客を指名し、まず名前をきく。どんな名前が返って来ても、勝手に、フランス調の名前に変えている。
4. 前触れもなくボケを入れ、「ツッコミが遅〜い！」と客に突っ込む。

- DB芸人としてはビーデルに扮しているが、扮するのは原作の「魔人ブウ編」序盤における「髪を切る前の17歳のビーデル」が基本である。そのため、『まろに☆え〜るTV』などに出演する際には登場時に「ピッチピチの女子高生」を名乗り、実年齢について突っ込まれるのがお約束である。また、17歳らしからぬ実年齢相応の趣向[注 3]を話して突っ込まれる熟女キャラが定着している。
  - ビーデルの娘のパンに扮するりかっち（田辺んジョニー）と共演する際には、（魔人ブウ編時点で）まだ生まれていないパンから「ママ」と呼ばれ、「あんた誰よ！」と返すやり取りも多い。また、他にも魔人ブウ編から何年も先の話である『ドラゴンボール超 スーパーヒーロー』に登場した「ペネンコ」のぬいぐるみをリュックに付けていたりなど、時系列のおかしさを突っ込まれる事もある[16]。
  - 夫のロッキーがウイスに扮している関係で、DB芸人としての共演時にも夫婦として振る舞う[17]。ただし、原作ではビーデルとウイスの絡みは特に無い。

## メディア出演

### テレビ
- エンタの神様[9]（日本テレビ、2008年6月28日初出演〜準レギュラー）‐キャッチコピーは「男装の薔薇ジェンヌ」
- VISION-殺しが見える女- 第7話（読売テレビ、2012年8月23日) - 本人役
- 東京マラソン ～2016あの人に走って大好き届けますSP～(日本テレビ、2016年2月28日)
- 勇者ああああ(テレビ東京系、2018年9月7日)
- 偽装不倫-第2話(日本テレビ、2019年7月17日)
- それって!?実際どうなの課(日本テレビ、2020年6月10日)
- マツコ会議(日本テレビ、2022年7月23日)
- まろに☆え〜るTV超(とちぎテレビ、複数回)

### インターネット
- アキコとキララの身も蓋もナイト(まんだらけインターネットテレビMandaray、2007年7月8日 - 2007年10月28日）月1回不定期配信、全5回
- 女子プロレス団体LLPW-Xのプレミアムイベントに出演（ニコニコ生放送、2012年2月14日）
- 新DB芸人オーディション〜其の弐〜（YouTube、2016年9月26日）
- 東村アキコと虹組キララの身も蓋もナイト（HIGASHIMURA PRODUCTIONポッドキャスト、2016年10月10日 - ）週1回不定期配信
- まろに☆え〜るTV-GT（とちテレ公式チャンネル（とちぎテレビ）YouTube、2019年6月24日 - ）
- GuuGoo（YouTube、2020年1月24日 - )

### ゲーム
- 『半熟英雄4』（スクウェア・エニックス）フランソワーズ・チワワ刑事・リップナイト 他
- 『ふうらい奇譚』(スマホゲーム)ナジュ・司書・行商の少年

## ライブ出演

### お笑いライブ
- M-1グランプリ　
  - 2008年は「虹組」で出場、2回戦まで進出。
  - 2009年は「虹組キララと研究生」で出場、3回戦まで進出。「なつ組キラリ」では2回戦まで進出。
- 東京ビタミン寄席 3位
- 雷ライブ（浅草東洋館）月1回レギュラー出演
- エンタメヒットパレード（浅草東洋館）不定期出演
- R藤本プレゼンツ DB芸人コントライブ「超コント伝説」（ルミネtheよしもと）
- 『真・アニメ座DB~DB芸人絶滅計画~』(紀伊國屋ホール)

### 舞台
- 『マスカレード』作・演出:高橋いさを
- 『正太くんの青空』作・演出:高橋いさを
- 『真夜中のファイル』作・演出:高橋いさを

- Pures『バレンタイン☆キッス』作・演出:西田シャトナー　新宿シアターアプル
- X-QUEST『色彩組曲～超伝導ヘキサゴン』　池袋シアターグリーンメインホール
- 原田篤プロデュース『ガラスのメカ』

他